# Phyllophaga latefissa
Phyllophaga latefissa är en skalbaggsart som beskrevs av Moser 1918. Phyllophaga latefissa ingår i släktet Phyllophaga och familjen Melolonthidae. Inga underarter finns listade i Catalogue of Life.